# Parc de l'Ereta

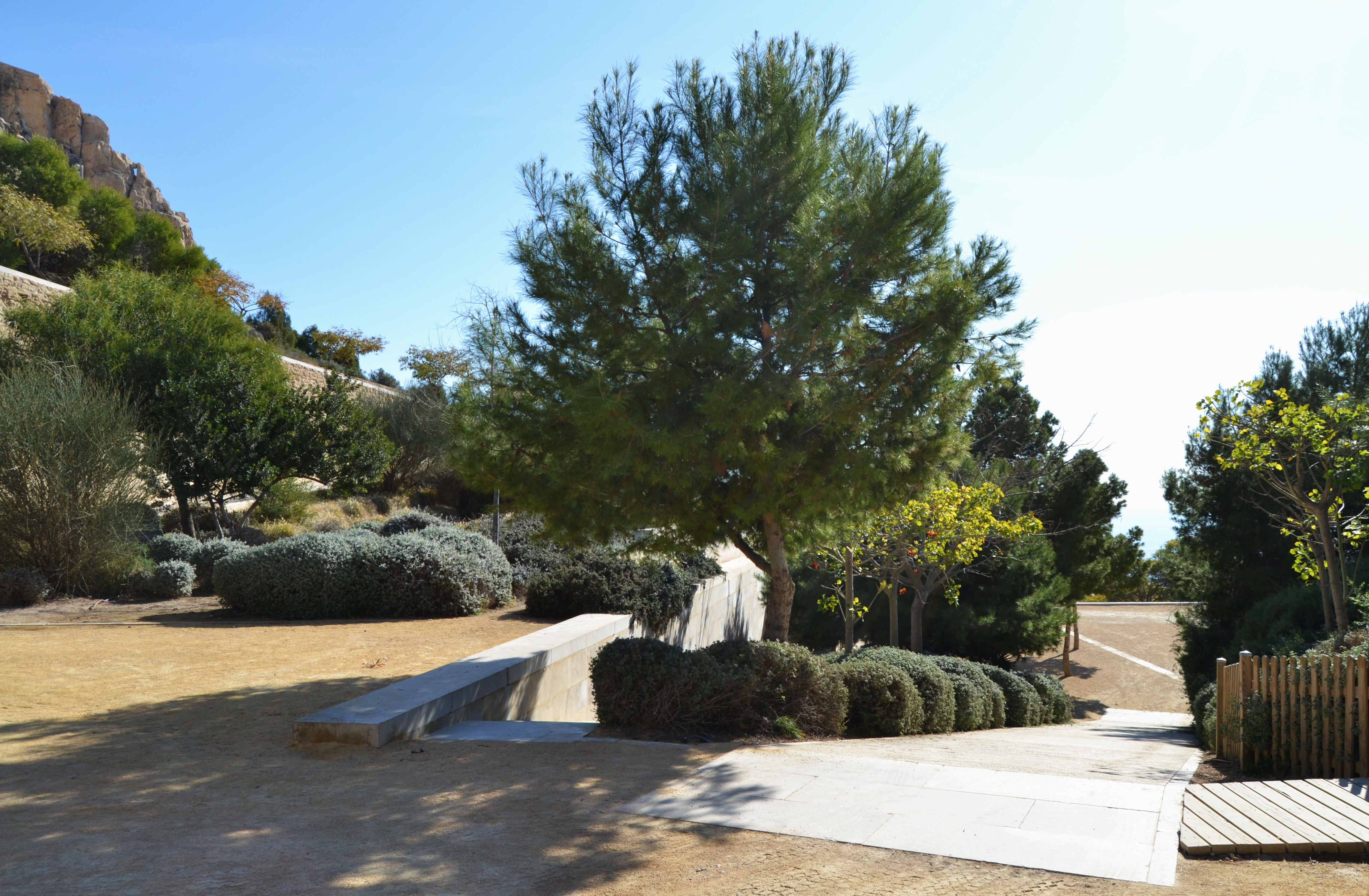
Parc de l'Ereta

El parc de l'Ereta està situat al vessant sud-oest del Benacantil, al centre històric de la ciutat d'Alacant.
Construït l'any 1994 per tal de revitalitzar l'espai escarpat d'una antiga zona militar abandonada, uneix el popular barri de Santa Creu amb el castell de Santa Bàrbara, estant orientat cap al centre urbà i el port esportiu. El parc de l'Ereta té una de les millors vistes de la ciutat i s'hi pot accedir tant amb cotxe des de l'avinguda de Jaume II com caminant des de les diverses escales que el connecten amb el barri de Santa Creu.
A banda de la diversa vegetació mediterrània que es troba per tot el parc, a la zona coneguda com el Llindar dels Navilis, i seguint unes escalinates, també hi ha restes de muralla del segle xii i l'antic polvorí del castell.
Sota aquest parc estan situats els Pous de Garrigós, uns aljubs medievals visitables que tenen l'entrada just al costat d'una de les entrades al parc, concretament la situada a la plaça del Pont.